# 이석준 (1959년)
이석준(李錫駿, 1959년 5월 18일 ~ )은 대한민국의 공무원이었다. 제26회 행정고시에 합격하고 기획재정부 제2차관과 미래창조과학부 제1차관을 거쳐 국무조정실장을 역임하였다.

## 학력
- 동아고등학교 졸업
- 서울대학교 경제학과 학사
- 중앙대학교 대학원 경제학 석사
- 매사추세츠 공과대학교 경영대학원 경영학 석사

## 경력
- 1983년 : 제26회 행정고시 합격
- 재무부 국고국 근무
- 2003년 : 연합인포맥스 자문위원
- 주 제네바 국제연합사무처 1등 서기관
- 공적자금관리위원회 회수관리과 과장
- 재정경제부 증권제도과장
- 2004년 :  재정경제부 총무과 과장
- 2005년 3월 ~ 2005년 5월 : 재정경제부 혁신기획관
- 2005년 5월 : 기획예산처 장관정책보좌관
- 2007년 2월 : 기획예산처 행정재정기획단 단장
- 2008년 3월 ~ 2008년 7월 : 기획재정부 성과관리심의관
- 2009년 2월 ~ 2010년 7월 : 기획재정부 경제예산심의관
- 2010년 7월 ~ 2011년 4월 : 기획재정부 정책조정국 국장
- 2011년 4월 ~ 2012년 1월 : 금융위원회 상임위원
- 2012년 1월 ~ 2013년 3월 : 기획재정부 예산실 실장
- 2013년 3월 ~ 2014년 7월 : 기획재정부 제2차관
- 2014년 7월 ~ 2016년 1월 : 미래창조과학부 제1차관
- 2016년 1월 ~ 2017년 5월 : 국무조정실장
- 바른정당 당무위원
- 자유한국당 당무위원
- 악사손해보험㈜ 사외이사
- 2019년 3월 ~ 2022년 12월: LF 사외이사
- LF 감사위원회 위원
- 2021년 3월 ~ 2022년 12월: SKC 사외이사
- 2021년 5월 : 서울비전 2030 위원회 위원장 겸 비전 전략(총괄)분과 위원
- 2021년 6월 ~ 2021년 11월: 국민의힘 윤석열 제20대 대통령 선거 예비후보 국민캠프 정책본부 정책자문단 총괄간사
- 2021년 12월 ~ 2022년 1월: 국민의힘 선거대책위원회 대통령 후보 직속 후보특별고문
- 2022년 1월 ~ 2022년 3월: 국민의힘 제20대 대통령선거 선거대책본부 윤석열 대통령 후보 직속 후보특별고문
- 2022년 3월 ~ 2022년 5월: 제20대 대통령 당선인 특별고문
- 2022년 4월 : 서울장학재단 이사장
- 2022년 7월 : 국민통합위원회 경제･계층 분과 위원장
- 2023년 1월 : 국제회계기준재단 이사회 이사
- 2023년 1월 ~ 2025년 2월: NH농협금융지주 회장
- 2025년 2월 ~ : CJ 미래경영연구원장 겸 인재원장

## 참고 자료
- 이석준 네이버 인물검색[깨진 링크(과거 내용 찾기)]
- 다음 인물백과

| 전임 김동연 | 제5대 기획재정부 제2차관 2013년 3월 25일 ~ 2014년 7월 1일 | 후임 방문규 |

| 전임 이상목 | 제2대 미래창조과학부 제1차관 2014년 7월 26일 ~ 2016년 1월 17일 | 후임 홍남기 |

| 전임 추경호 | 제3대 국무조정실장 2016년 1월 18일 ~ 2017년 5월 10일 | 후임 홍남기 |

| 전임 손병환 | 제7대 NH농협금융지주회장 2023년 1월 3일 ~ 2025년 2월 2일 | 후임 이찬우 |